# Niccolò Mannion
Niccolò Mannion (Siena, 14 marzo 2001) è un cestista italiano con cittadinanza statunitense, che gioca come playmaker o guardia nella Olimpia Milano e nella Nazionale italiana.

## Biografia
È il figlio dell'ex cestista statunitense Pace Mannion, a lungo professionista in Italia, e di Gaia Bianchi, ex pallavolista italiana di Guidonia Montecelio.

## Caratteristiche tecniche
Può giocare sia come playmaker sia come guardia. In quest'ultima posizione di campo viene considerato come uno tra i migliori giocatori della sua classe d'età.

## Carriera

### High school
Nel 2015 decide di frequentare la Pinnacle High School a Phoenix, in Arizona. Nel suo anno da freshman gioca 28 partite, nelle quali riesce a tenere una media di 20,2 punti, 4,6 rimbalzi e 4,7 assist a partita e viene inserito nel miglior quintetto nazionale secondo MaxPreps. La stagione da sophomore non inizia però nel migliore dei modi, con Niccolò che è costretto a saltare le prime quattro partite stagionali. Ciononostante riesce a terminare la stagione con una media di 23,4 punti, 4,7 rimbalzi e 5,8 assist a partita e con la vittoria del titolo statale di categoria. Durante l'estate decide di riclassificarsi alla classe del 2019, anticipando di un anno l'uscita dall'High School. L'anno da senior è caratterizzato da ottime prestazioni messe a segno contro altri prospetti liceali, tra cui una prestazione di 33 punti e 12 assist contro uno dei migliori prospetti della classe '20 Jalen Green. Il 27 febbraio 2019 guida la sua squadra al suo secondo titolo statale, dopo una prestazione da 34 punti, 8 rimbalzi e 6 assist. Alla fine conclude la sua ultima stagione con una media di 30,4 punti, 6,2 rimbalzi e 6,2 assist a partita.

### College
Nella preseason 2019-20, Mannion è stato inserito nel First Team All Pac-12 Conference ed è stato inserito tra i candidati per il Wooden Award e per il Naismith Trophy. Alla sua seconda partita al college per gli Arizona Wildcats, ha segnato 23 punti, collezionando anche 9 assist e 4 rimbalzi nella vittoria 90-69 contro Illinois. Il 28 novembre 2019, Mannion ha messo a referto una doppia-doppia da 16 punti (incluso il canestro della vittoria) e 11 assist nella vittoria 93-91 contro Pepperdine al primo round della Wooden Legacy. Al secondo turno nella vittoria contro i Penn Quakers, ha segnato il suo career-high da 24 punti. Mannion guidò il team alla vittoria della Wooden Legacy e venne nominato MVP della competizione. Alla fine della regular season, è stato inserito nell'All Pac-12 Second Team e nell'All Freshman Team. Alla fine della stagione, si è dichiarato eleggibile per il Draft NBA 2020.

### NBA

#### Golden State Warriors (2020-2021)
Il 18 novembre 2020 viene ingaggiato, come 48ª scelta del Draft 2020, dai Golden State Warriors. Esordisce nella Lega il 4 gennaio 2021, rimanendo in campo per 8 minuti, con 0 punti 2 rimbalzi e 2 assist, nella vittoria per 137-106 dei Warriors sui Sacramento Kings. Diviene quindi l'ottavo giocatore italiano a esordire in NBA (dodicesimo contando le naturalizzazioni). Il 21 gennaio, contro i New York Knicks, arriva la seconda presenza e realizza il suo primo punto in NBA con un 1/2 in lunetta, mettendo a referto anche 1 rimbalzo e 4 assist, in 8 minuti di gioco. Nel mentre va a giocare nella NBA Development League coi Santa Cruz Warriors, con cui esordisce il 10 febbraio 2021 mettendo a referto 17 punti e 6 assist contro il team Ignite. Dopo appena nove partite giocate nella lega di sviluppo, con medie da 19,3 punti, 6,9 assist e 3,4 rimbalzi a partita, viene richiamato in prima squadra da Steve Kerr per la restante parte di stagione. Il 4 marzo 2021 gioca la sua prima partita da titolare in NBA complice l'assenza del playmaker titolare Stephen Curry. L'11 marzo 2021 realizza la sua prima partita in doppia cifra in NBA, segnando 10 punti nella sconfitta fuori casa contro i Los Angeles Clippers. Torna in doppia cifra nella sconfitta casalinga contro i Los Angeles Lakers del 15 marzo 2021, segnando ancora 10 punti. Il 25 marzo migliora ulteriormente il suo career-high in NBA, segnando 19 punti contro i Sacramento Kings.

#### Milwaukee Bucks (2023)
Nell'estate 2023 firma con i Bucks per giocare la NBA Summer League, mettendo a segno 16 punti, 4 rimbalzi, 3 assist e 2 palle rubate, nel suo esordio nella vittoria per 92-85 contro i neo-campioni Denver Nuggets.

### L'approdo in Italia

#### Virtus Bologna (2021-2023)
Il 10 agosto 2021 firma per la Virtus Bologna, lasciando l'NBA dopo solo un anno dal suo esordio.
Nel biennio con la Virtus vince due Supercoppe italiane ed una Eurocup.

### Spagna

#### Saski Baskonia
Durante l'estate 2023 firma un contratto con la squadra spagnola Saski Baskonia, salutando l'Italia dopo due anni.
Nel dicembre 2023 lascia la società spagnola a causa dello scarso utilizzo, facendo ritorno in Italia.

### Ritorno in Italia

#### Pallacanestro Varese
Nel dicembre 2023 torna nel campionato italiano di Serie A LBA, firmando fino al 30 giugno 2024 per la Pallacanestro Varese con opzione per il 2025.
Nella partita contro Pesaro del 23 dicembre 2023, il suo esordio in maglia biancorossa, realizza un totale di 26 punti, di cui 21 soltanto nell’ultimo e decisivo quarto, con 4 rimbalzi e 1 assist.
Il 29 dicembre 2023 nella partita contro Reggio Emilia, sua prima apparizione davanti al pubblico di Masnago, contribuisce con 19 punti e 8 assist nell’impresa di squadra di segnare 70 punti complessivi nei primi due quarti, infrangendo il record all-time della LBA (prima detenuto dalla Montepaschi Siena con 69 punti).
A termine della stagione vince il premio MVP come miglior italiano del campionato.
Inizia la stagione 2024-2025 come capitano della Pallacanestro Varese, salvo poi chiedere la cessione direzione Milano, dopo appena tre giornate di campionato.

#### Olimpia Milano
Il 1° novembre 2024 dopo una trattativa durata ben 14 giorni viene ingaggiato con un contratto 2+1 dall'Olimpia Milano allenata da Ettore Messina che versa nelle casse della Pallacanestro Varese 300.000 € di buyout. L'ufficialità arriva il 4 novembre con l'Olimpia che annuncia l'accordo pluriennale con il giocatore.

### Nazionale
Dopo essere stato tagliato dalla nazionale statunitense under-16 prima dei FIBA Americas Under-16, ha disputato da protagonista gli Europei del 2017 con l'Italia under 16, terminando la manifestazione come miglior marcatore.
Il 1º luglio 2018 ha esordito con la nazionale maggiore, all'età di 17 anni, tre mesi e 17 giorni (diventando così il quarto più giovane esordiente della storia degli Azzurri), in occasione della partita di qualificazione al Mondiale 2019 persa per 81-66 contro i Paesi Bassi, segnando 9 punti. Il 4 luglio 2021 contribuisce con 24 punti (miglior marcatore) alla clamorosa vittoria a Belgrado contro la Serbia che qualifica la nazionale azzurra ai Giochi olimpici di Tokyo.

## Statistiche

### NCAA
| Anno      | Squadra          | PG | PT | MP   | TC%  | 3P%  | TL%  | RP  | AP  | PRP | SP  | PP   |
| --------- | ---------------- | -- | -- | ---- | ---- | ---- | ---- | --- | --- | --- | --- | ---- |
| 2019-2020 | Arizona Wildcats | 32 | 32 | 32,3 | 39,2 | 32,7 | 79,7 | 2,5 | 5,3 | 1,2 | 0,0 | 14,0 |
| Carriera  | Carriera         | 32 | 32 | 32,3 | 39,2 | 32,7 | 79,7 | 2,5 | 5,3 | 1,2 | 0,0 | 14,0 |

#### Massimi in carriera
- Massimo di punti: 24 vs Pennsylvania (29 novembre 2019)[20]
- Massimo di rimbalzi: 7 vs Colorado-Boulder (18 gennaio 2020)
- Massimo di assist: 11 (2 volte)
- Massimo di palle rubate: 4 vs Washington (11 marzo 2020)
- Massimo di stoppate: -
- Massimo di minuti giocati: 43 vs Oregon (9 gennaio 2020)

### NBA

#### Regular season
| Anno      | Squadra       | PG | PT | MP   | TC%  | 3P%  | TL%  | RP  | AP  | PRP | SP  | PP  |
| --------- | ------------- | -- | -- | ---- | ---- | ---- | ---- | --- | --- | --- | --- | --- |
| 2020-2021 | G.S. Warriors | 30 | 1  | 12,1 | 34,2 | 36,7 | 82,1 | 1,5 | 2,3 | 0,5 | 0,0 | 4,1 |
| Carriera  | Carriera      | 30 | 1  | 12,1 | 34,2 | 36,7 | 82,1 | 1,5 | 2,3 | 0,5 | 0,0 | 4,1 |

#### Massimi in carriera
- Massimo di punti: 19 vs Sacramento Kings (25 marzo 2021)[21]
- Massimo di rimbalzi: 8 vs New Orleans Pelicans (14 maggio 2021)
- Massimo di assist: 7 vs New Orleans Pelicans (14 maggio 2021)
- Massimo di palle rubate: 2 (3 volte)
- Massimo di stoppate: 1 vs Toronto Raptors (2 aprile 2021)
- Massimo di minuti giocati: 32 vs New Orleans Pelicans (14 maggio 2021)

### NBA G-League
| Anno      | Squadra       | PG | PT | MP   | TC%  | 3P%  | TL%  | RP  | AP  | PRP | SP  | PP   |
| --------- | ------------- | -- | -- | ---- | ---- | ---- | ---- | --- | --- | --- | --- | ---- |
| 2020-2021 | S.C. Warriors | 9  | 9  | 33,1 | 40,5 | 36,5 | 77,3 | 3,4 | 6,9 | 1,8 | 0,0 | 19,3 |
| Carriera  | Carriera      | 9  | 9  | 33,1 | 40,5 | 36,5 | 77,3 | 3,4 | 6,9 | 1,8 | 0,0 | 19,3 |

### LBA
| Anno      | Squadra        | PG | PT | MP   | TC%  | 3P%  | TL%  | RP  | AP  | PRP | SP  | PP   |
| --------- | -------------- | -- | -- | ---- | ---- | ---- | ---- | --- | --- | --- | --- | ---- |
| 2021-2022 | Virtus Bologna | 17 | -  | 17,6 | 47,1 | 42,3 | 73,6 | 2,3 | 4,6 | 0,5 | 0,0 | 9,4  |
| 2022-2023 | Virtus Bologna | 26 | -  | 21,6 | 44,9 | 37,4 | 87,0 | 1,9 | 3,3 | 0,7 | 0,0 | 10,5 |
| 2023-2024 | Pall. Varese   | 18 | -  | 30,2 | 41,4 | 37,1 | 91,2 | 3,5 | 6,6 | 0,8 | 0,0 | 20,3 |
| Carriera  | Carriera       | 61 | -  | 23,0 | 41,9 | 38,1 | 86,0 | 2,5 | 4,7 | 0,7 | 0,0 | 13,1 |

### Eurolega
| Anno      | Squadra        | PG | PT | MP   | TC%  | 3P%  | TL%  | RP  | AP  | PRP | SP  | PP  |
| --------- | -------------- | -- | -- | ---- | ---- | ---- | ---- | --- | --- | --- | --- | --- |
| 2022-2023 | Virtus Bologna | 19 | 3  | 13,4 | 37,9 | 38,2 | 86,4 | 1,4 | 2,6 | 0,4 | 0,0 | 5,9 |
| 2023-2024 | Saski Baskonia | 8  | 0  | 13,8 | 38,6 | 35,0 | 70,0 | 1,2 | 2,2 | 0,1 | 0,0 | 6,0 |
| 2024-2025 | Olimpia Milano | 27 | 23 | 22,0 | 57,3 | 33,0 | 82,0 | 1,4 | 4,0 | 0,7 | 0,0 | 8,5 |
| Carriera  | Carriera       | 54 | 26 | 17,4 | 49,7 | 35,0 | 81,7 | 1,4 | 3,2 | 0,5 | 0,0 | 7,2 |

### Eurocup
| Anno       | Squadra        | PG | PT | MP   | TC%  | 3P%  | TL%  | RP  | AP  | PRP | SP  | PP  |
| ---------- | -------------- | -- | -- | ---- | ---- | ---- | ---- | --- | --- | --- | --- | --- |
| 2021-2022† | Virtus Bologna | 16 | 2  | 11,4 | 20,0 | 23,1 | 57,1 | 1,2 | 1,7 | 0,4 | 0,0 | 2,1 |
| Carriera   | Carriera       | 16 | 2  | 11,4 | 20,0 | 23,1 | 57,1 | 1,2 | 1,7 | 0,4 | 0,0 | 2,1 |

### Nazionale
| Cronologia completa delle presenze e dei punti in Nazionale - Italia | Cronologia completa delle presenze e dei punti in Nazionale - Italia | Cronologia completa delle presenze e dei punti in Nazionale - Italia | Cronologia completa delle presenze e dei punti in Nazionale - Italia | Cronologia completa delle presenze e dei punti in Nazionale - Italia | Cronologia completa delle presenze e dei punti in Nazionale - Italia | Cronologia completa delle presenze e dei punti in Nazionale - Italia | Cronologia completa delle presenze e dei punti in Nazionale - Italia |
| Data                                                                 | Città                                                                | In casa                                                              | Risultato                                                            | Ospiti                                                               | Competizione                                                         | Punti                                                                | Note                                                                 |
| -------------------------------------------------------------------- | -------------------------------------------------------------------- | -------------------------------------------------------------------- | -------------------------------------------------------------------- | -------------------------------------------------------------------- | -------------------------------------------------------------------- | -------------------------------------------------------------------- | -------------------------------------------------------------------- |
| 01/07/2018                                                           | Groninga                                                             | Paesi Bassi                                                          | 81 - 66                                                              | Italia                                                               | Qual. Mondiali 2019                                                  | 9                                                                    | [ 22 ]                                                               |
| 18/06/2021                                                           | Amburgo                                                              | Italia                                                               | 82 - 56                                                              | Tunisia                                                              | Torneo amichevole                                                    | 11                                                                   | [ 23 ]                                                               |
| 19/06/2021                                                           | Amburgo                                                              | Italia                                                               | 83 - 71                                                              | Rep. Ceca                                                            | Torneo amichevole                                                    | 14                                                                   | [ 24 ]                                                               |
| 01/07/2021                                                           | Belgrado                                                             | Italia                                                               | 90 - 83                                                              | Porto Rico                                                           | Qual. Olimpiadi 2021                                                 | 21                                                                   | [ 25 ]                                                               |
| 03/07/2021                                                           | Belgrado                                                             | Italia                                                               | 79 - 59                                                              | Rep. Dominicana                                                      | Qual. Olimpiadi 2021                                                 | 8                                                                    | [ 26 ]                                                               |
| 04/07/2021                                                           | Belgrado                                                             | Serbia                                                               | 95 - 102                                                             | Italia                                                               | Qual. Olimpiadi 2021                                                 | 24                                                                   | [ 27 ]                                                               |
| 25/07/2021                                                           | Saitama                                                              | Germania                                                             | 82 - 92                                                              | Italia                                                               | Olimpiadi 2021 - Fase a gironi                                       | 10                                                                   | [ 28 ]                                                               |
| 28/07/2021                                                           | Saitama                                                              | Italia                                                               | 83 - 86                                                              | Australia                                                            | Olimpiadi 2021 - Fase a gironi                                       | 21                                                                   | [ 29 ]                                                               |
| 31/07/2021                                                           | Saitama                                                              | Italia                                                               | 80 - 71                                                              | Nigeria                                                              | Olimpiadi 2021 - Fase a gironi                                       | 14                                                                   | [ 30 ]                                                               |
| 03/08/2021                                                           | Saitama                                                              | Italia                                                               | 75 - 84                                                              | Francia                                                              | Olimpiadi 2021 - Quarti di finale                                    | 5                                                                    | [ 31 ]                                                               |
| 24/02/2022                                                           | Hafnarfjörður                                                        | Islanda                                                              | 107 - 105 dts                                                        | Italia                                                               | Qual. Mondiali 2023                                                  | 23                                                                   | [ 32 ]                                                               |
| 27/02/2022                                                           | Bologna                                                              | Italia                                                               | 95 - 87                                                              | Islanda                                                              | Qual. Mondiali 2023                                                  | 16                                                                   | [ 33 ]                                                               |
| 12/08/2022                                                           | Bologna                                                              | Italia                                                               | 78 - 79 dts                                                          | Francia                                                              | Amichevole                                                           | 9                                                                    | [ 34 ]                                                               |
| 16/08/2022                                                           | Montpellier                                                          | Francia                                                              | 100 - 68                                                             | Italia                                                               | Amichevole                                                           | 5                                                                    | [ 35 ]                                                               |
| 19/08/2022                                                           | Amburgo                                                              | Italia                                                               | 86 - 90                                                              | Serbia                                                               | Torneo amichevole                                                    | 16                                                                   | [ 36 ]                                                               |
| 20/08/2022                                                           | Amburgo                                                              | Italia                                                               | 96 - 80                                                              | Rep. Ceca                                                            | Torneo amichevole                                                    | 20                                                                   | [ 37 ]                                                               |
| 24/08/2022                                                           | Riga                                                                 | Ucraina                                                              | 89 - 97                                                              | Italia                                                               | Qual. Mondiali 2023                                                  | 11                                                                   | [ 38 ]                                                               |
| 27/08/2022                                                           | Brescia                                                              | Italia                                                               | 91 - 84                                                              | Georgia                                                              | Qual. Mondiali 2023                                                  | 6                                                                    | [ 39 ]                                                               |
| 02/09/2022                                                           | Milano                                                               | Italia                                                               | 83 - 62                                                              | Estonia                                                              | EuroBasket 2022 - Fase a gironi                                      | 12                                                                   | [ 40 ]                                                               |
| 03/09/2022                                                           | Milano                                                               | Grecia                                                               | 85 - 81                                                              | Italia                                                               | EuroBasket 2022 - Fase a gironi                                      | 6                                                                    | [ 41 ]                                                               |
| 05/09/2022                                                           | Milano                                                               | Ucraina                                                              | 84 - 73                                                              | Italia                                                               | EuroBasket 2022 - Fase a gironi                                      | 8                                                                    | [ 42 ]                                                               |
| 06/09/2022                                                           | Milano                                                               | Italia                                                               | 81 - 76                                                              | Croazia                                                              | EuroBasket 2022 - Fase a gironi                                      | 4                                                                    | [ 43 ]                                                               |
| 08/09/2022                                                           | Milano                                                               | Italia                                                               | 90 - 56                                                              | Gran Bretagna                                                        | EuroBasket 2022 - Fase a gironi                                      | 2                                                                    | [ 44 ]                                                               |
| 11/09/2022                                                           | Berlino                                                              | Serbia                                                               | 86 - 94                                                              | Italia                                                               | EuroBasket 2022 - Ottavi                                             | 2                                                                    | [ 45 ]                                                               |
| 14/09/2022                                                           | Berlino                                                              | Francia                                                              | 93 - 85 dts                                                          | Italia                                                               | EuroBasket 2022 - Quarti                                             | 4                                                                    | [ 46 ]                                                               |
| 11/11/2022                                                           | Pesaro                                                               | Italia                                                               | 84 - 88 dts                                                          | Spagna                                                               | Qual. Mondiali 2023                                                  | 20                                                                   | [ 47 ]                                                               |
| 14/11/2022                                                           | Tbilisi                                                              | Georgia                                                              | 84 - 85                                                              | Italia                                                               | Qual. Mondiali 2023                                                  | 6                                                                    | [ 48 ]                                                               |
| 23/02/2023                                                           | Livorno                                                              | Italia                                                               | 85 - 75                                                              | Ucraina                                                              | Qual. Mondiali 2023                                                  | 28                                                                   | [ 49 ]                                                               |
| 26/02/2023                                                           | Cáceres                                                              | Spagna                                                               | 68 - 72                                                              | Italia                                                               | Qual. Mondiali 2023                                                  | 10                                                                   | [ 50 ]                                                               |
| 22/02/2024                                                           | Pesaro                                                               | Italia                                                               | 87 - 80                                                              | Turchia                                                              | Qual. Euro 2025                                                      | 10                                                                   | [ 51 ]                                                               |
| 25/02/2024                                                           | Szombathely                                                          | Ungheria                                                             | 62 - 83                                                              | Italia                                                               | Qual. Euro 2025                                                      | 4                                                                    | [ 52 ]                                                               |
| 23/06/2024                                                           | Trento                                                               | Italia                                                               | 79 - 68                                                              | Georgia                                                              | Torneo amichevole                                                    | 9                                                                    | [ 53 ]                                                               |
| 25/06/2024                                                           | Madrid                                                               | Spagna                                                               | 84 - 87 dts                                                          | Italia                                                               | Amichevole                                                           | 8                                                                    | [ 54 ]                                                               |
| 03/07/2024                                                           | San Juan                                                             | Italia                                                               | 114 - 53                                                             | Bahrein                                                              | Qual. Olimpiadi 2024                                                 | 9                                                                    | [ 55 ]                                                               |
| 05/07/2024                                                           | San Juan                                                             | Porto Rico                                                           | 80 - 69                                                              | Italia                                                               | Qual. Olimpiadi 2024                                                 | 11                                                                   | [ 56 ]                                                               |
| 07/07/2024                                                           | San Juan                                                             | Italia                                                               | 64 - 88                                                              | Lituania                                                             | Qual. Olimpiadi 2024                                                 | 6                                                                    | [ 57 ]                                                               |
| Totale                                                               |                                                                      | Presenze                                                             | 36                                                                   |                                                                      | Punti                                                                | 402                                                                  |                                                                      |

## Palmarès

### Club

#### Competizioni nazionali
- Supercoppa italiana: 2

Virtus Bologna: 2021, 2022

#### Competizioni internazionali
- Eurocup: 1

Virtus Bologna: 2021-22

### NCAA
- Second Team All-Pac-12 (2020)
- McDonald's All-American (2019)